# Мэй, Брайан
Сэр Брайан Га́рольд Мэй (англ. Brian Harold May; род. 19 июля 1947, Лондон) — британский рок-музыкант, гитарист группы Queen, автор многих хитов группы. Командор Ордена Британской империи (CBE), учёный-астрофизик, доктор философии. Основатель фонда в защиту животных «Save me».

## Образование
Мэй окончил школу Хэмптон-скул (англ. Hampton School) и престижный факультет физики и математики лондонского Имперского колледжа.
В 2006 году, после почти 30-летнего перерыва, обусловленного успешной музыкальной карьерой, Мэй вернулся к прерванной работе над кандидатской диссертацией, построенной на изучении распределения скоростей в зодиакальном пылевом облаке, и в 2007 году получил научную степень.

## Музыкальная карьера

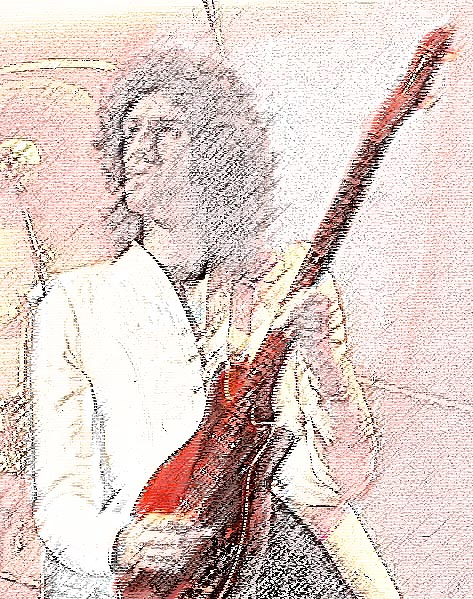

Брайан начал играть на гитаре с семи лет. За неимением денег на мечту юного Мэя — Fender Stratocaster — знаменитую гитару Red Special они сконструировали вместе с отцом из цельной доски дуба, спиленной с камина XVIII века, деталей от старого мотоцикла и перламутровых пуговиц.
В 1964 году Мэй организовал студенческую группу 1984, вместе с которой в 1967 году он аккомпанировал Джими Хендриксу. Группа распалась в 1968 году, однако вскоре вместе с вокалистом и басистом 1984 Тимом Стаффелом решили собрать новый состав. На объявление о поиске ударника «в стиле Митча Митчелла/Джинджера Бейкера» откликнулся студент стоматологического факультета Империал-колледжа Роджер Тейлор. В этом же году Мэй сочинил первую собственную мелодию.
Чаще всего звучит в хитах Queen именно Red Special, однако иногда использовались и другие инструменты: Burns Double Six («Long Away»), Fender Telecaster («Crazy Little Thing Called Love»), Ibanez («Nothing But Blue») и Parker Fly («Mother Love»), Collings Guitars.
Свой дебютный полноформатный альбом Брайан начал готовить в 1991 году, незадолго до смерти Меркьюри. Выходу альбома предшествовал сингл «Driven by You». Песня была написана к рекламной акции «Ford» и имела в Британии очень большой успех. В поддержку «Back to the Light» Брайан Мэй организовал глобальное мировое турне. По следам этих гастролей был выпущен концертник «Live at the Brixton Academy», на котором прозвучал как сольный материал, так и классика Queen.
После смерти Фредди Меркьюри Мэй занялся сольной карьерой. Ему удалось записать семь довольно удачных сольных альбомов.

## Наше время
В данный момент Брайан продолжает музыкальную карьеру в группе Queen и ведёт научную деятельность в направлении теоретической физики и математики. В 2007 году он завершил работу над кандидатской диссертацией по астрофизике и сдал устный экзамен. 18 июня 2008 года по предложению сэра Патрика Мура в честь Мэя был назван астероид 52665 Brianmay.
В 2002 году Хертфордширский университет присвоил ему почётную степень Doctor of Science, а в 2007 г. — Эксетерский.
В качестве «профессора-любителя» принимал участие в программе BBC «Ночное небо», которую вёл его давний друг известный астроном Патрик Мур. В соавторстве с ведущими программы выпустил книгу: «Большой взрыв! Полная история Вселенной». На русском языке издание вышло в 2007 году.
14 апреля 2008 года назначен ректором Ливерпульского университета имени Джона Мурса, занимал эту должность до марта 2013 года.
В 2011 году Брайан Мэй принял участие в записи трека «Yoü and I», который вошёл в альбом певицы Леди Гаги «Born This Way», а в 2012 — записался с рэпером Dappy. В 2013 году участвовал в записи альбома группы Tangerine Dream, который вышел под названием Tangerine Dream And Brian May. Starmus — Sonic Universe.
В апреле 2019 года принял участие в записи благотворительного сингла и клипа «Blue On Black» группы Five Finger Death Punch.
В начале 2020 года у Брайана Мэя случился сердечный приступ, а также выявились проблемы со здоровьем, в том числе и желудочное кровотечение вследствие приёма лекарств от болезни сердца.
В 2022 во время вторжения России на Украину поддержал Украину в своём инстаграме.
В 2023 году музыкант был посвящён в рыцари королем Карлом III за вклад в музыку и благотворительность.

## Личные качества и предпочтения
Не курит и не злоупотребляет алкогольными напитками, из которых предпочитает пиво Гиннесс и ликёр Бейлис. Мэя отличает спокойное сдержанное поведение на светских вечеринках. По его словам, в конце 1980-х годов он страдал от депрессии, вплоть до того, что размышлял о самоубийстве. В этот период, когда записывался альбом The Miracle, Брайан расходился с женой, тогда же умер его отец, а Queen в связи с болезнью Фредди Меркьюри не участвовал в концертных турах. Наркотики только усугубили бы имеющиеся проблемы.
С 1976 по 1988 годы Брайан был женат на Крисси Маллен, которая является матерью троих его детей: Джимми (род. 15 июня 1978), Луизы (род. 22 мая 1981) и Эмили Рут (род. 18 февраля 1987). С 18 ноября 2000 года Брайан женат на актрисе Аните Добсон.
Является основателем фонда «Save Me», который занимается защитой животных от жестокого обращения и противостоит предлагаемой отмене закона, запрещающего охоту с собаками на лис, зайцев, оленей и других животных (так называемый «кровавый спорт»). Брайан также является убеждённым вегетарианцем.
По религиозным убеждениям Брайан Мэй является агностиком.

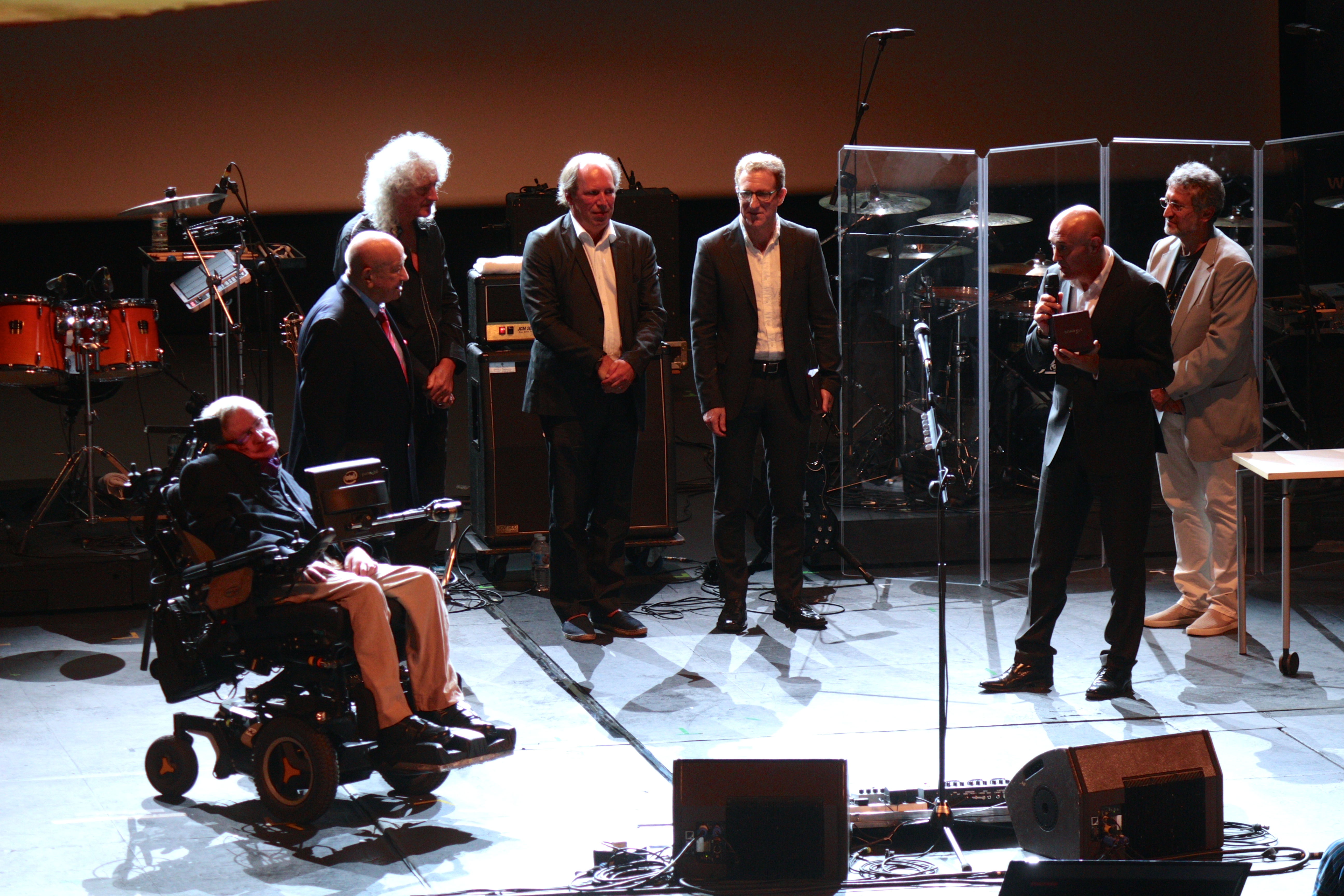
Мэй, Стивен Хокинг и Алексей Леонов. 1 июля 2016 года.

В октябре 2010 года Брайан Мэй был удостоен награды Международного фонда защиты животных за вклад в дело защиты животных. Церемония награждения прошла в Палате лордов.
В 2009 году награждён армянским орденом Почёта.
На гитаре играет шестипенсовой монеткой, которая вышла из обращения в начале 70-х годов, однако в 1993 Мэй заказал небольшую партию таких монет в качестве сувенира.

## Киновоплощения
Гвилим Ли — «Богемская рапсодия», США, Великобритания, 2018.

## Песни Queen, написанные Брайаном Мэем
- «Keep Yourself Alive»
- «Doing All Right» (со Стаффелом)
- «The Night Comes Down»
- «Son and Daughter»
- «Procession»
- «Father to Son»
- «White Queen (As It Began)»
- «Some Day One Day»
- «Brighton Rock»
- «Now I’m Here»
- «Dear Friends»
- «Stone Cold Crazy» (с Меркьюри, Тейлором и Диконом)
- «She Makes Me (Stormtrooper in Stilettoes)»
- «’39»
- «Sweet Lady»
- «The Prophet’s Song»
- «Good Company[англ.]»
- «God Save the Queen» (Аранжировка)
- «Tie Your Mother Down»
- «Long Away»
- «White Man»
- «Teo Torriatte (Let Us Cling Together)»
- «We Will Rock You»
- «All Dead, All Dead»
- «Sleeping on the Sidewalk»
- «It’s Late»
- «Fat Bottomed Girls»
- «Dead on Time»
- «Dreamer’s Ball»
- «Leaving Home Ain’t Easy»
- «Dragon Attack»
- «Sail Away Sweet Sister»
- «Save Me»
- «Flash’s Theme»
- «Flash to the Rescue»
- «Battle Theme»
- «The Wedding March»
- «Marriage of Dale and Ming» (с Тейлором)
- «Crash Dive on Mingo City»
- «Flash’s Theme Reprise (Victory Celebrations)»
- «The Hero»
- «Dancer»
- «Put Out the Fire»
- «Las Palabras De Amor (The Words of Love)»
- «Tear It Up»
- «Machines or Back to Humans» (с Тейлором)
- «Hammer to Fall»
- «Is This the World We Created...?» (с Меркьюри)
- «I Go Crazy»
- «Who Wants to Live Forever»
- «Gimme the Prize (Kurgan’s Theme)»
- «I Want It All»
- «Scandal»
- «Headlong»
- «I Can’t Live with You»
- «Bijou» (с Меркьюри)
- «The Show Must Go On»
- «Lost Opportunity»
- «Too Much Love Will Kill You» (с Фрэнком Маскером и Элизабет Лэмерс)
- «Mother Love» (с Меркьюри)
- «No-One but You (Only the Good Die Young)»

Брайан Мэй солирует в следующих песнях:
- «The March Of The Black Queen» (Строчка на 4 минуте)
- «Some Day One Day»
- «She Makes Me (Stormtrooper in Stilettoes)»
- «’39»
- «Good Company»
- «Long Away»
- «All Dead, All Dead»
- «Sleeping on the Sidewalk»
- «Leaving Home Ain’t Easy»
- «Flash» (куплет посередине)
- «Sail Away Sweet Sister» (куплет перед гитарным соло поет Фредди)
- «Who Wants to Live Forever» (первый куплет)
- «I Want It All» (куплет перед гитарным соло)
- «Lost Opportunity» (В-сторона сингла «I’m Going Slightly Mad»)
- «Let Me Live» (последний куплет)
- «Mother Love» (последний куплет)
- «No-One But You» (первый и последний куплеты)

## Полная дискография Брайана Мэя
- 1. Star Fleet Project (31 октября 1983 года).
- 2. Back to the Light (28 сентября 1992 года).
- 3. Resurrection (31 января 1994 года только в Японии).
- 4. Live at the Brixton Academy (7 февраля 1994 года).
- 5. Another World (1 июня 1998 года).
- 6. Red Special (7 октября 1998 года только в Японии).
- 7. Furia (20 ноября 2000 года).
- 8. Acoustic by Candlelight: Live on the Born Free tour (17 июня 2013года) - совместный концертный альбом с певицей Керри Эллис (Kerry Ellis)
- 9. Golden Days (7 апреля 2017) - совместный студийный альбом с певицей Керри Эллис (Kerry Ellis)
- 10. New Horizons (1 января 2019 года)[27][28]

### Альбомы с участием Брайана Мэя
- 1. Pavarotti & Friends 1 (участвовал в концерте, записанном в 1993 году);
- 2. Mission: Impossible II (2000);
- 3. Zu & Co. — Live at the Royal Albert Hall (альбом вышел в декабре 2004 года только в Италии);
- 4. Anthems (альбом Керри Эллис 2010 года, Мэй выступил в качестве продюсера);
- 5. Tangerine Dream and Brian May. Starmus — Sonic Universe (2013);
- 6. Соло в композиции «The Devil» последнего альбома группы Motorhead «Bad Magic».
- 7. Соло в композиции «When death call» в альбоме Black Sabbath «Headless cross».
- 8. Вокал и гитара в композиции Who Wants To Live Forever в альбоме Дженифер Раш — Out Of My Hands (1995)
- 9. Участие в записи сингла «Blue on black» группы Five Finger Death Punch в 2019-м году.